# Joseph-Arsène Richard
Joseph-Arsène Richard (plus connu comme Monseigneur Richard) était un curé catholique canadien, né à Saint-Liguori (Québec) en 1859 et décédé à Verdun (Québec) en 1945. Il fut le premier curé de la paroisse catholique de Notre-Dame-des-Sept-Douleurs, érigée en 1900 à Verdun, et joua un rôle important dans le développement de cette ville, aujourd'hui annexée à Montréal, dont la population passa de 1 900 habitants en 1901 à 60 000 trente ans plus tard. Mgr Richard fut notamment le président de la commission scolaire de Verdun et le fondateur de l'hôpital. Le pape Benoît XV le nomma prélat domestique en 1919 en reconnaissance de son engagement.

## Érection de la paroisse Notre-Dame-des-Sept-Douleurs
La paroisse Notre-Dame-des-Sept-Douleurs de Verdun fut érigée en 1900, après l'incendie de l'église Saint-Paul, dont dépendait Verdun auparavant. Joseph-Arsène Richard, alors vicaire de la paroisse Saint-Enfant-Jésus du Mile End, fut choisi par l'évêque Paul Bruchési comme premier curé de la nouvelle paroisse.

## Acadiens
Issu d'une famille d'origine acadienne, Mgr Richard a œuvré pour l'installation d'Acadiens de l'Est du Québec (Gaspésie, Îles de la Madeleine) dans sa paroisse, notamment entre 1912 et 1920. Il était chapelain de la succursale de la société de l'Assomption au Québec.

## Hôpital de Verdun
En 1928, les efforts de Mgr Richard pour la fondation d'un hôpital à Verdun furent récompensés par l'octroi d'une charte. L'établissement, fondé sous le nom d'Hôpital du Christ-Roi de Verdun, fut inauguré en 1932 sur le boulevard Lasalle.

## MgrRichard dans la toponymie
Le nom de Mgr Richard a été donné à l'école secondaire de Verdun ainsi qu'à un parc de la ville.